# 卡夫拉
卡夫拉（英語：Khafre，又译哈佛拉）是埃及第四王朝的法老（约公元前2558年－前2532年在位），名字的意思可能是「拉的皇冠」，為法老胡夫之子，希臘著名歷史學家希罗多德称他为「齐夫伦」（英語：Chephren），并把他描写成胡夫专制统治的继承者，他在吉萨修建了埃及第二大的金字塔——卡夫拉金字塔，現高136.4米，原高達143.5米，以及它的附属著名建筑狮身人面像（又稱「大斯芬克斯」）。
关于卡夫拉的身份一直存在争论，古希臘作家如希罗多德和西西里的狄奧多羅斯都说他是胡夫的弟弟，但狄奥多洛斯同时也提到他是胡夫之子的可能。

## 扩展阅读
- James H. Breasted, Ancient Records of Egypt Part I, §§ 192, (1906) on 'The Will of Nekure'.